# 红果子镇
红果子镇，是中华人民共和国宁夏回族自治区石嘴山市惠农区下辖的一个乡镇级行政单位。

## 行政区划
红果子镇下辖以下地区：
惠东社区、惠西社区、红果子社区、长城社区、马家湾村、下营子村、上营子村、宝马村和五渠村。